# Luis Oliveira
Luis Airton Barroso Oliveira (ur. 24 marca 1969 w São Luís w Brazylii) – belgijski piłkarz występujący na pozycji napastnika.

## Kariera klubowa
Luis Airton Barroso Oliveira zawodową karierę rozpoczynał w 1988 roku w Anderlechcie. Miejsce w podstawowej jedenastce tego zespołu wywalczył sobie w sezonie 1989/1990, kiedy to wystąpił w 26 ligowych pojedynkach. W kolejnych rozgrywkach Oliveira zdobył osiemnaście bramek, co dało mu czwarte miejsce w klasyfikacji najlepszych strzelców. W dużym stopniu przyczynił się do wywalczenia przez „Fiołki” tytułu mistrza kraju. W sezonie 1991/1992 Luis w 31 spotkaniach dziesięć razy wpisał się na listę strzelców, a w letnim okienku transferowym przeniósł się do Cagliari Calcio. W debiutanckim sezonie w ekipie „Rossoblu” belgijski napastnik rozegrał 29 ligowych meczów i wraz z drużyną niespodziewanie zajął szóste miejsce w tabeli Serie A. Na Stadio Sant’Elia Oliveira spędził cztery sezony, w trakcie których 42 razy wpisał się na listę strzelców. W 1996 roku Luis podpisał kontrakt z Fiorentiną, z którą zdobył Superpuchar Włoch. W drużynie „Fioletowych” Belg grywał regularnie, a w sezonie 1997/1998 z piętnastoma trafieniami na koncie znalazł się w najlepszej dziesiątce ligowych strzelców. W trakcie rozgrywek 1999/2000 Oliveira powrócił do Cagliari, by następnie przenieść się do Bologna FC. Tam walczył o miejsce w pierwszym składzie między innymi z Giuseppe Signorim oraz Julio Ricardo Cruzem. Latem 2001 roku Belg przeszedł do grającego w Serie C1 Calcio Como. W jego barwach imponował skutecznością – w 38 meczach zdobył 23 gole i po sezonie przeniósł się do drugoligowego Calcio Catania. W zespole „Rossazzurrich” Luis także strzelał wiele bramek, w sezonie 2002/2003 piętnaście, a w sezonie 2003/04 trzynaście. Podczas rozgrywkach 2004/2005 wychowanek Anderlechtu najpierw grał w U.S. Foggia, a później w Venezii. W 2005 roku przeszedł do A.S. Lucchese-Libertas, w 2006 roku podpisał kontrakt z Nuorese Calcio, a 4 lipca 2008 roku odszedł do F.B.C. Derthona.

## Kariera reprezentacyjna
W reprezentacji Belgii Oliveira zadebiutował w 1992 roku. W 1998 roku Georges Leekens powołał go do 22-osobowej kadry na mistrzostwa świata. Na mundialu tym Belgowie zajęli trzecie miejsce w swojej grupie i odpadli z turnieju, a wychowanek Anderlechtu wystąpił w każdym ze spotkań. Łącznie dla drużyny narodowej Oliveira rozegrał 31 pojedynkach, w których zdobył siedem bramek.